# Fatima Shbair
Fatima Shbair est une photojournaliste indépendante palestinienne, née en 1997 à Gaza. 
Elle est lauréate du « Prix de la Ville de Perpignan Rémi Ochlik » au festival Visa pour l'image en 2021. 

## Biographie
Fatima Al-Zahra’a Shbair est née à Gaza en 1997. Elle étudie l'administration des affaires à l'université Al-Azhar de Gaza pendant trois ans, avant de s'orienter vers le journalisme,. Elle a appris la photographie en autodidacte.
Basée à Gaza, elle documente la vie du peuple palestinien au jour le jour et « essaie de faire savoir au monde entier que Gaza n'est pas seulement un lieu de guerre et de conflit, elle est pleine d'amour et de vie »,.  
En 2017, elle remporte le grand prix du documentaire photo du concours National Geographic Moments à Dubaï, mais n’a pas pu aller recevoir son prix en raison du blocus de la bande de Gaza par les israéliens. 
Son travail est diffusé par Getty Images et publié par la presse internationale comme The New York Times, Middle East Eye, The Guardian, Le Figaro, L’Express, Le Temps, etc.
Fatima Shbair remporte en 2021 le prix de la Ville de Perpignan Rémi Ochlik au festival international de photojournalisme Visa pour l'image de Perpignan pour sa série « Une vie assiégée » qui documente son quotidien dans la bande de Gaza.
En 2022, elle devient photographe attitrée de l’agence de presse américaine Associated Press à Gaza. Elle documente ainsi les conséquences humanitaires de la guerre à Gaza. Ses photographies sont largement diffusées dans la presse internationale, mettant en lumière la vie quotidienne des Palestiniens sous les bombardements, notamment à Rafah et Khan Younès.

## Expositions
Liste non exhaustive 
- 2017 : « Célébrations », exposition collective, National Geographic, Dubai Design District (en)[6]
- 2021 : « Une vie assiégée », Visa pour l'image, Couvent des Minimes, Perpignan[2]

## Prix et récompenses
- 2017 : Grand prix du documentaire photo du concours National Geographic Moments, Dubaï[6]
- 2021 : Prix de la Ville de Perpignan Rémi Ochlik pour « Une vie assiégée »[2]
- 2021 : Anja Niedringhaus Courage in Photojournalism Award de l’International Women’s Media Foundation, pour « 11 jours du conflit israélo-palestinien »[13],[14]
- 2021 : TIME's Top 100 Photos of 2021[15]
- 2022 : Olivier Rebbot Award de l’Overseas Press Club of America pour sa série «Onze jour dans le conflit israélo-palestinien à Gaza »[16]
- 2022 : World Press Photo, « Photo Contest, Regional winner (Asia), Singles » pour sa photo « Enfants palestiniens de Gaza »[17]
- 2024 : Team Picture Story of the Year Award, remporté avec l'Associated Press[18]
- 2024 : 1er prix dans la catégorie « Breaking News » du concours Best of Photojournalism de la National Press Photographers Association (NPPA) pour sa photographie montrant des « Palestiniens pleurer leurs proches tués lors du bombardement israélien de la bande de Gaza, à l'hôpital de Khan Younès, le samedi 11 novembre 2023 »[19]
- 2024 : Sélectionnée parmi les « 100 photos de l'année » par l'Associated Press pour deux photographies prises à Rafah[20]
- 2025 : 2e prix dans la catégorie « General News » du concours Best of Photojournalism de la NPPA pour sa photographie montrant des « membres de la famille Al-Rabaya rompre le jeûne pendant le mois sacré du ramadan devant leur maison, détruite par une frappe aérienne israélienne, à Rafah, dans la bande de Gaza, le 18 mars 2024 »[21]